# Modernism

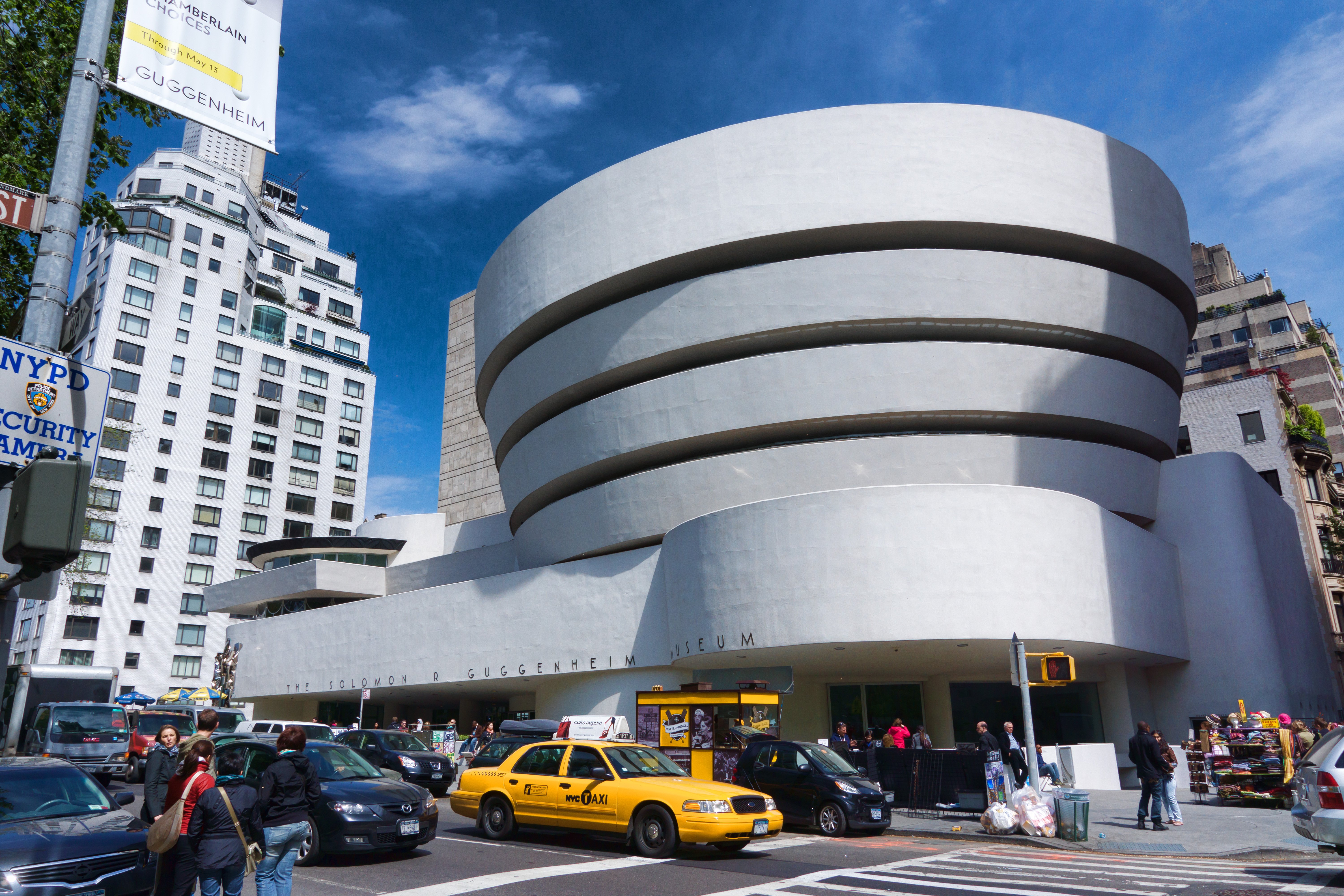
Muzeul Solomon R. Guggenheim din New York City

Modernismul  este o mișcare culturală, artistică și ideatică ce include artele vizuale, arhitectura, muzica și literatura progresivă care s-a conturat în circa trei decenii înainte de anii 1918 - 1939, când artiștii s-au revoltat împotriva tradițiilor academice și istorice impuse și considerate standard ale secolelor anterioare, începând cu cele ale secolului al XIV-lea și culminând cu rigiditatea și „osificarea” academismului secolului al XIX-lea.
În literatura română, teoreticianul acestui curent este Eugen Lovinescu, care afirmă despre existența unui „spirit al epocii”, care influențează literaturile mai puțin dezvoltate să se raporteze la altele mai evoluate. Astfel, el preia „teoria formelor fără fond” a lui Titu Maiorescu, cu precizarea că „formele trebuie să-și creeze un fond propriu”.
Unii istorici ai artei împart secolul al XX-lea în perioada modernă și cea postmodernă, pe când alții le văd ca două perioade ale aceleiași ere artistice. Prezentul articol prezintă mișcarea care a început la finele secolului al XIX-lea; pentru arta după anii 1970, vedeți articolul despre postmodernism.

## Țelurile modernismului
Moderniștii au crezut că prin refuzarea tradiției ar fi putut descoperi noi și radicale feluri de a crea „un altfel de artă”.  Arnold Schoenberg a crezut în ignorarea armoniei tonale, tradiționale – sistemul ierarhic de organizare a muzicii care a ghidat acest domeniu pentru mai bine de două secole și jumătate – întrucât a descoperit un mod nou de a organiza sunetul, bazat pe gruparea notelor în rânduri de câte douăsprezece.  Această tehnică a rezultat în crearea muzicii seriale a perioadei de după primul război mondial.  Artiștii abstracți, inspirați de mișcarea impresionistă și de lucrările lui Paul Cézanne și Edvard Munch, au pornit conceptual de la presupunerea că atât culoarea cât și forma – nu reprezentarea lumii naturale – sunt elementele esențiale ale artei vizuale.  Astfel, Wassily Kandinsky, Piet Mondrian și Kazimir Malevich au încercat să redefinească arta ca și aranjamentul culorii pure.  Dezvoltarea fotografiei a afectat puternic acest aspect al modernismului, fiindcă nu mai era nevoie de funcția pur descriptivă ale niciuneia din artele vizuale.  Acești artiști moderniști au crezut cu tărie că prin refuzarea reprezentărilor reale și materiale, arta va trece de faza materialistă și va intra într-una spirituală.

## Mișcări artistice din cadrul modernismului
- Bauhaus
- Brücke, Die
- Constructivism (artă)
- Cubism
- Dadaism
- Ermetism
- Expresionism
- Expresionism abstract
- Fauvism
- Funcționalism
- Orfism
- Purism
- Simbolism
- Spațialism
- Stoeanism
- Suprarealism
- Suprematism
- Stijl, De